# Anglo-americano
Anglo-americano (também conhecido na língua inglesa por - English American) é o cidadão ou habitante dos Estados Unidos cujas raízes étnicas se originam no todo ou em parte na   Inglaterra, uma nação constituinte do Reino Unido.  Segundo os dados do censo dos EUA, os americanos que alegaram possuir um ancestral britânico ou inglês formam o terceiro maior grupo de euro-descendentes, sendo superado somente pelos americanos de ascendência alemã, irlandesa e escocesa. Em 2006, os americanos com ascendência britânica perfaziam 9,4% do total da população estadunidense. Todavia, demógrafos acreditam que esse número possa ser bem maior, uma vez que as pessoas de ancestralidade britânica tendem a se identificar somente como americanos, ou, em caso de ascendência europeia mista, os mesmos se identificam com o outro grupo europeu.
Como a maioria dos grupos de imigrantes, o inglês migrou para os Estados Unidos desde os primórdios da imigração e, mais tarde, procurou a prosperidade económica e começou a migrar em grandes números, sem apoio estatal, especialmente no século XIX.
Isso deixou marcas profundas no país, que na uso da língua, nos costumes, na música, na gastronomia, na arquitetura, entre outros.